# Tetraleurodes leguminicola
Tetraleurodes leguminicola là một loài côn trùng cánh nửa trong họ Aleyrodidae, phân họ Aleyrodinae.
Tetraleurodes leguminicola được Bink-Moenen miêu tả khoa học đầu tiên năm 1983.